# Santa Marta (Spagna)
Santa Marta è un comune spagnolo di 4 157 abitanti situato nella comunità autonoma dell'Estremadura, comarca Tierra de Barros.